# Rubus angustipaniculatus
Rubus angustipaniculatus — вид квіткових рослин з родини трояндових (Rosaceae). Ареал: Австрія, пд.-зх. Польща, Словаччина, Чехія, Німеччина.
Росте на узліссях, рідко в придорожніх заростях.